# 志方城
志方城（しかたじょう）は、播磨国印南郡（兵庫県加古川市）にあった日本の城（平城）。現在、本丸跡は宝積山観音寺の境内、二の丸跡は加古川市立志方小学校になっている。また西の丸跡は旧志方町役場であった。

## 構造
内堀で本丸を囲み、さらに二の丸、西の丸が囲んでいた。城郭の遺構は観音寺山門脇の高い石垣の前に僅かに残っている内堀跡を残すのみである。

## 沿革
明応元年（1492年）、櫛橋則伊により築かれた。その後4代にわたり存続したが、天正6年（1578年）7月、4代城主の櫛橋政伊の時、羽柴秀吉に反旗を翻した三木城主別所長治に呼応した。しかし周辺の野口城・神吉城が羽柴軍に落とされ孤立、秀吉の救援に赴いていた北畠信雄が7,500余騎をもって志方城に迫った。これに対する城兵はわずかに1,000余で、しかも半数以上赤痢のため倒れた。8月10日（グレゴリオ暦9月1日）に櫛橋政伊は降伏。妹婿に当たる黒田孝高の助言もあり、後に櫛橋一族の多くは黒田家臣となった。
志方城落城後の天正15年（1587年）、宝岩宗珍和尚が城主の墓碑を守るために城の本丸跡に観音寺を建立し現在に至る。

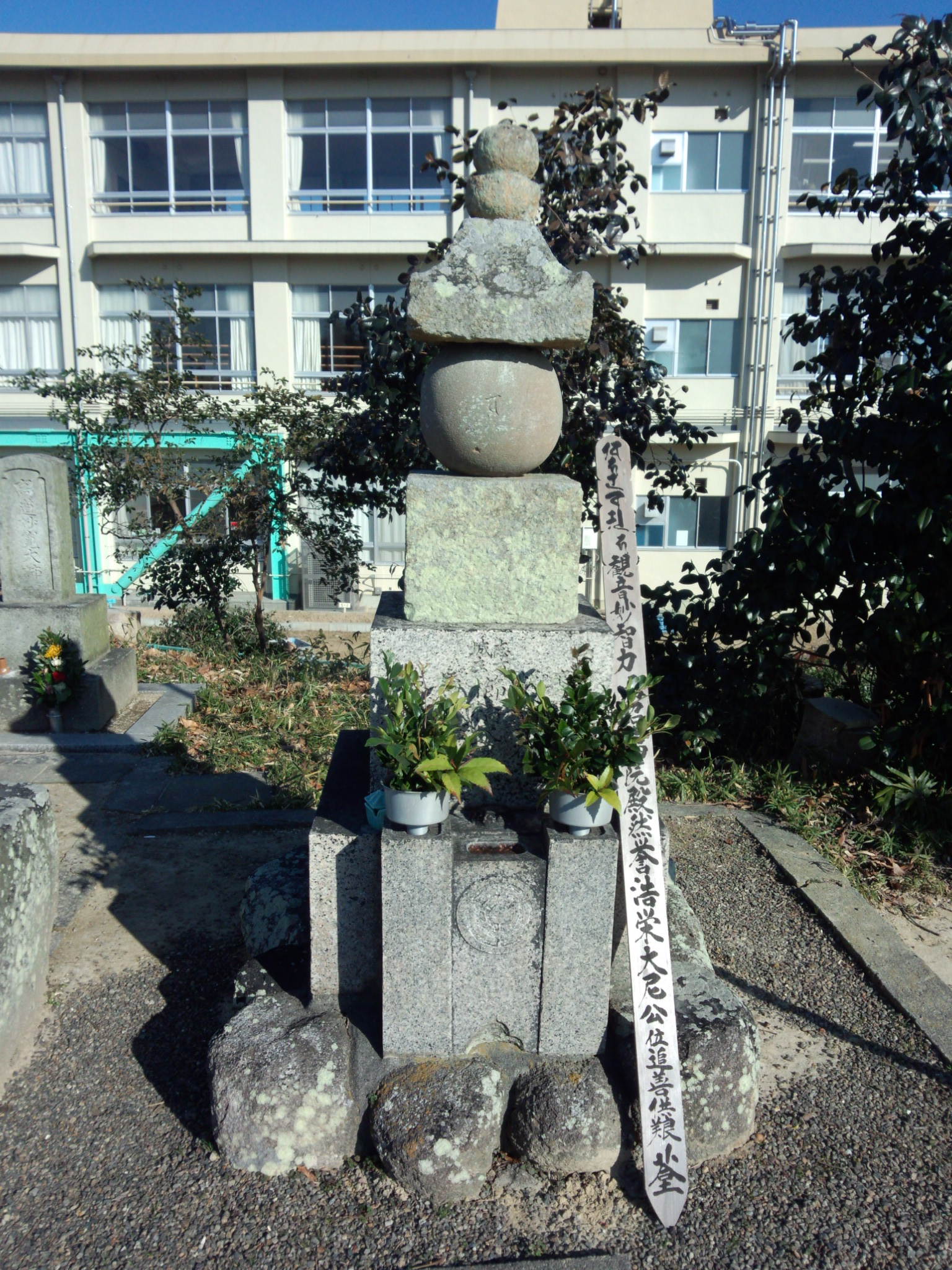
櫛橋氏の墓石（正面）
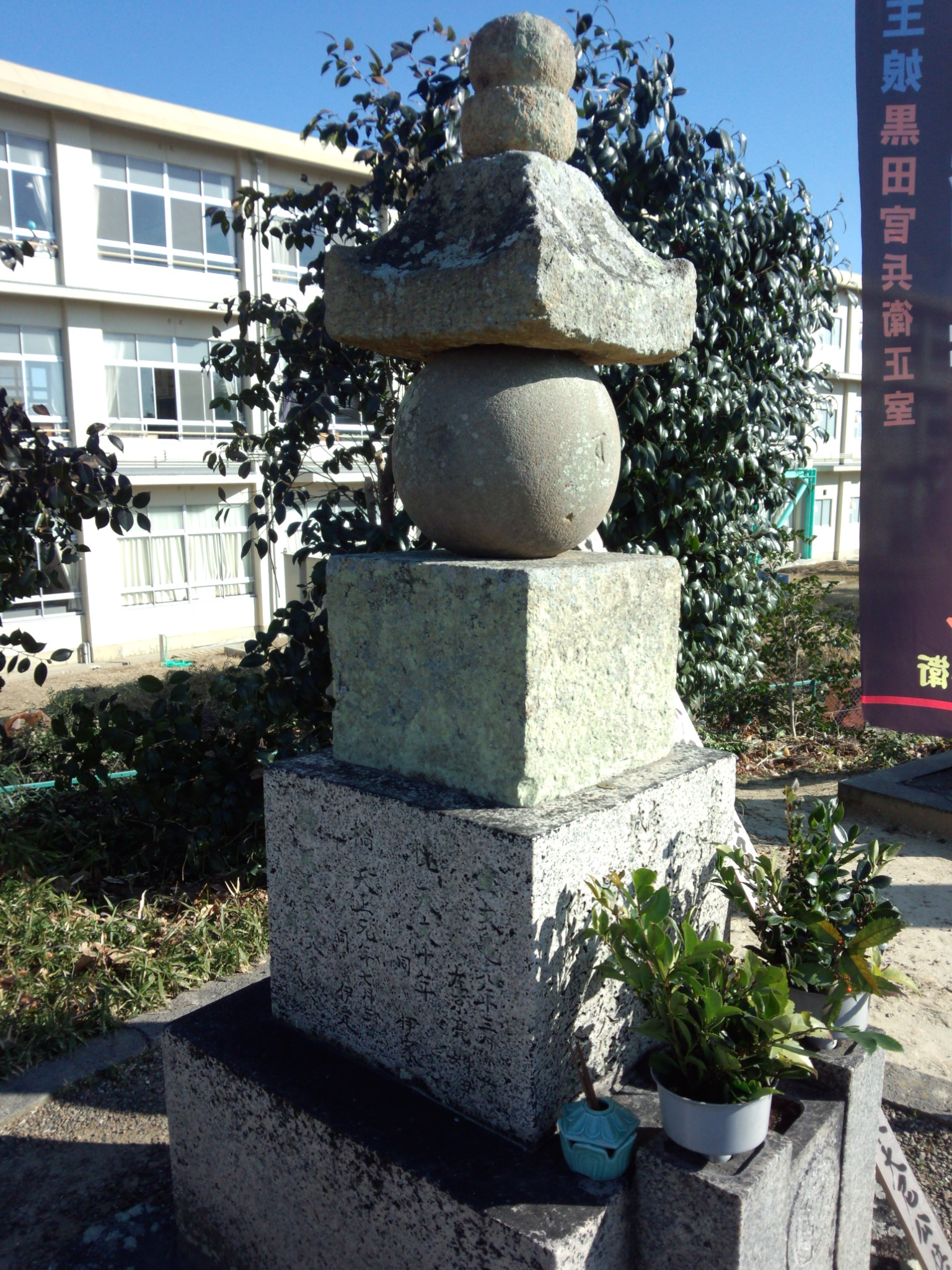
櫛橋氏の墓石（斜面）

## 交通アクセス
- JR宝殿駅北口から神姫バス西牧行きで約10分、志方西口で下車。バス停から北東へ約350メートル。